# Jeans (Mondkrater)
Jeans ist ein Einschlagkrater auf der Mondrückseite.
Der Krater Jeans liegt auf der erdabgewandten Seite im Mare Australe, direkt am südsüdöstlichen Mondrand, von der Erde aus kann er bei günstiger Libration von der Seite beobachtet werden. In nordwestlicher Richtung trifft man auf Lyot, in südöstlicher Richtung findet sich Chamberlin.
Das Kraterinnere ist von erstarrter Lava überflutet und daher relativ eben.
Der Krater ist sehr alt, seine Entstehungszeit wird der pränektarischen Periode zugerechnet.
Jeans hat sieben Nebenkrater:
| Buchstabe | Position           | Durchmesser | Link |
| --------- | ------------------ | ----------- | ---- |
| B         | 52,25° S, 94,85° O | 11 km       |      |
| G         | 55,82° S, 93,52° O | 26 km       |      |
| N         | 58,52° S, 90,62° O | 67 km       |      |
| S         | 56,65° S, 86,93° O | 55 km       |      |
| U         | 54,68° S, 86,97° O | 63 km       |      |
| X         | 53,39° S, 89,46° O | 45 km       |      |
| Y         | 51,12° S, 90,51° O | 16 km       |      |

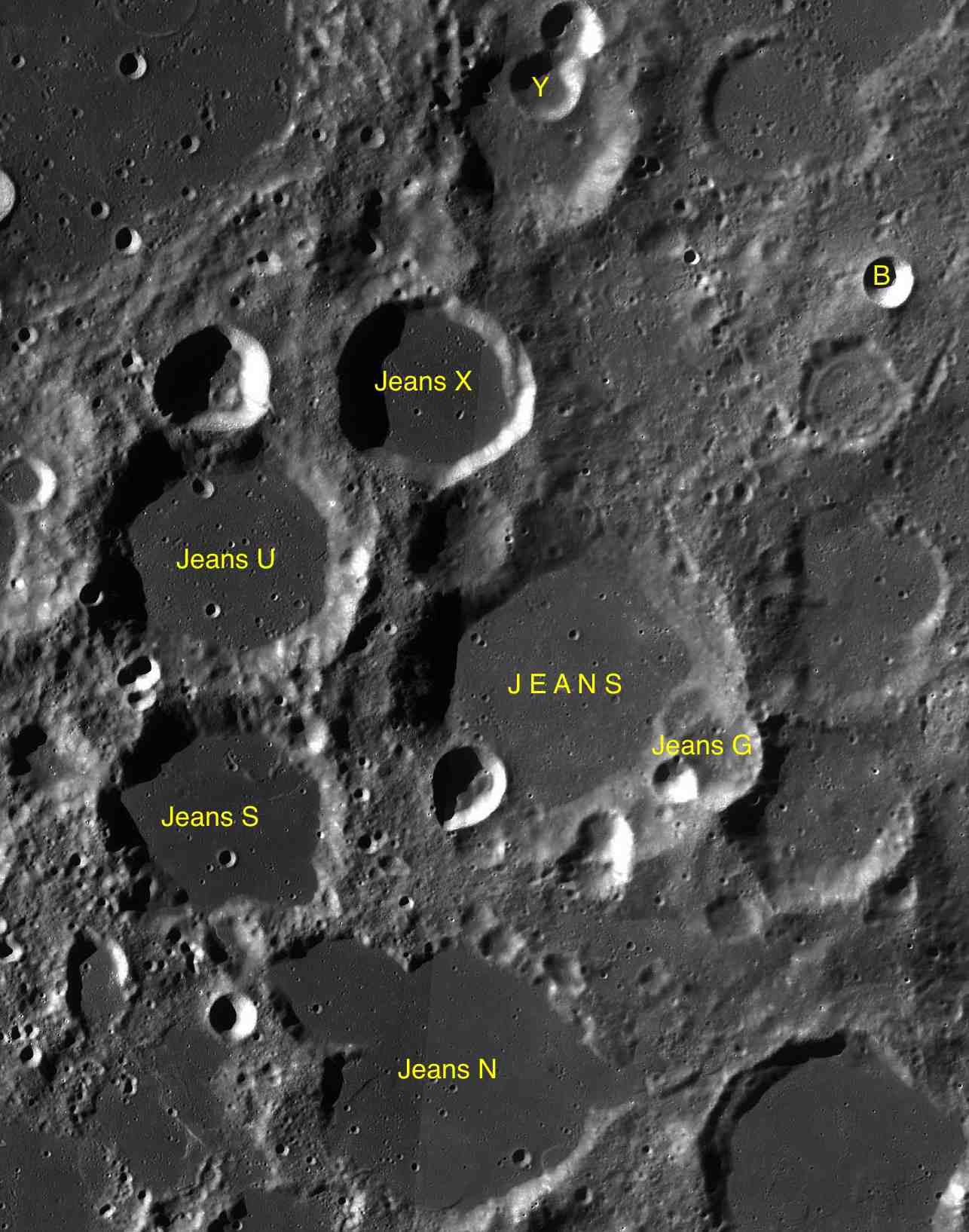
Jeans mit seinen Nebenkratern

Der Krater wurde 1964 von der IAU offiziell nach dem US-amerikanischen Astronomen, Physiker und Mathematiker James Jeans benannt. Der Marskrater Jeans ist ebenfalls nach Jeans benannt.